# Live at Red Rocks
 (juin 2018).
Si vous disposez d'ouvrages ou d'articles de référence ou si vous connaissez des sites web de qualité traitant du thème abordé ici, merci de compléter l'article en donnant les références utiles à sa vérifiabilité et en les liant à la section « Notes et références ».
Live at Red Rocks est le premier album live du groupe anglais Alt-J, sorti le 24 juin 2016 sur le label Infectious Records en Europe et Atlantic Records aux États-Unis. Le disque a été enregistré aux États-Unis lors d'un concert donné au Red Rocks Amphitheatre dans le Colorado pendant l'été 2015.

## Pistes
Toutes les chansons sont écrites et composées par Joe Newman, Gus Unger-Hamilton, Gwilym Sainsbury et Thom Green.
| No  | Titre                   | Durée |
| --- | ----------------------- | ----- |
| 1.  | Hunger of the Pine      | 5:21  |
| 2.  | Fitzpleasure            | 3:44  |
| 3.  | Something Good          | 4:02  |
| 4.  | Left Hand Free          | 3:11  |
| 5.  | Dissolve Me             | 4:10  |
| 6.  | Matilda/Interlude 2     | 5:25  |
| 7.  | Bloodflood              | 4:25  |
| 8.  | Bloodflood Part II      | 5:01  |
| 9.  | Interlude 1             | 1:08  |
| 10. | Tessellate              | 3:21  |
| 11. | Every Other Freckle     | 3:53  |
| 12. | Taro                    | 5:16  |
| 13. | Warm Foothills          | 3:09  |
| 14. | The Gospel of John Hurt | 6:39  |
| 15. | Lovely Day              | 4:16  |
| 16. | Nara                    | 4:56  |
| 17. | Leaving Nara            | 2:20  |
| 18. | Breezeblocks            | 4:15  |

## Crédits
Crédits indiqués sur la pochette de l'album Live At Red Rocks.
- Bass, Guitar, Sampler – Cameron Knight
- Drums – Thom Green
- Executive-Producer – Domenic Cotter, Suzanne O'Neill
- Film Director [Video Director] – Brad Shaffer (tracks: DVD1 to DVD18)
- Film Producer [Video Producer] – Dan McGinley (tracks: DVD1 to DVD18)
- Keyboards, Vocals – Gus Unger-Hamilton
- Mastered By – Greg Calbi
- Mixed By – Lance Reynolds
- Performer – Alt-J, Cameron Knight
- Producer – Lance Reynolds
- Stage Manager [Technical Manager] – Bruce Nemeth, Danny Graham
- Vocals, Guitar – Joe Newman